# Allium subangulatum
Allium subangulatum är en amaryllisväxtart som beskrevs av Eduard August von Regel. Allium subangulatum ingår i släktet lökar, och familjen amaryllisväxter. Inga underarter finns listade i Catalogue of Life.